# إقبال قاسم
إقبال قاسم (6 أغسطس 1953 - ) هو لاعب كريكت باكستاني.

## وصلات خارجية
- إقبال قاسم على موقع إي آس بي آن كريك إنفو (الإنجليزية)